# Primeira Liga
Die Primeira Liga (portugiesisch für Erste Liga) ist die höchste Spielklasse im portugiesischen Männerfußball. Sie existiert seit der Saison 1934/35 und wird von der Liga Portuguesa de Futebol Profissional (LPFP) und der Federação Portuguesa de Futebol (FPF) betrieben. Seit 2023 trägt die Liga offiziell den Sponsornamen Liga Portugal Betclic.
In der Primeira Liga werden im Ligasystem, bei dem jeder Verein in Hin- und Rückspiel gegen jeden anderen Verein antritt, der Portugiesische Fußballmeister sowie die Teilnehmer der Europapokalwettbewerbe ausgespielt. Die letzten zwei Mannschaften steigen in die Segunda Liga ab, die seit der Saison 1990/91 die zweithöchste Spielklasse unterhalb der Primeira Liga bildet.
Erfolgreichster Verein ist Benfica Lissabon mit 38 Meisterschaften.

## Modus und Ausrichtung

### Austragungsmodus
Eine Saison teilt sich in eine Hin- und Rückrunde auf, in der alle 18 Vereine der Primeira Liga anhand eines vor der Saison festgelegten Spielplans zweimal aufeinandertreffen; je einmal im eigenen Stadion und einmal im Stadion des Gegners. Eine Spielzeit hat derzeit 34 Spieltage und erstreckt sich in der Regel von Mitte August bis Ende Mai oder Anfang Juni. In Jahren, in denen eine Welt- oder Europameisterschaft stattfindet, endet die Spielzeit zum Teil bereits im April. Die einzelnen Spieltage erstrecken sich ab Freitag bis zum Montag und in seltenen Fällen auch mit einem Spiel am Dienstag. Die Terminfestsetzung der Spiele richtet sich nach dem Rahmenterminkalender der FIFA und UEFA.
Die Mannschaft, die nach dieser doppelten Punktrunde den ersten Platz belegt, ist „Portugiesischer Fußball-Meister“. Die zwei letztplatzierten Mannschaften müssen in die Segunda Liga absteigen, deren zwei erstplatzierte Mannschaften im Gegenzug direkt in die Primeira Liga aufsteigen.
Neben dem Meister und den Absteigern werden über die Primeira Liga auch die Teilnehmer an den europäischen Vereinswettbewerben ermittelt. Dabei bestimmt die UEFA-Fünfjahreswertung, welcher nationale Verband mit wie vielen Vereinen in der Champions League bzw. früher im Europapokal der Landesmeister und in der UEFA Europa League bzw. früher im UEFA-Pokal, UEFA Intertoto Cup und Europapokal der Pokalsieger vertreten ist und zu welcher Phase die Klubs in die Wettbewerbe einsteigen. Je höher eine Liga in der UEFA-Fünfjahreswertung steht, desto mehr Vereine aus dieser Spielklasse haben die Möglichkeit, am internationalen Wettbewerb teilzunehmen. Aufgrund der gegenwärtigen portugiesischen Platzierung in der Fünfjahreswertung nimmt der Erstplatzierte der Primeira Liga an der Champions League teil. Der zweite Platz berechtigt zur Teilnahme an der Qualifikationsrunde zur Champions League. Der Meisterschaftsdritte, und -vierte sind ebenso wie der Sieger der Taça de Portugal für die Europa League qualifiziert. Ist der Sieger der Taça de Portugal bereits über die Primeira Liga für die Champions League oder die Europa League qualifiziert, nimmt der Fünftplatzierte an der Europa League teil. Zusätzlich können sich weitere Mannschaften über die Fair-Play-Wertung qualifizieren.
Nach jeder Partie erhält die siegreiche Mannschaft 3 Punkte (seit 1995, vorher 2 Punkte) und die besiegte 0 Punkte, bei einem Unentschieden jede Mannschaft 1 Punkt. Die erreichten Punkte einer Spielzeit werden addiert und ergeben so für jeden Spieltag eine aktuelle Rangliste der Vereine.
Bei Punktgleichheit entscheidet folgende Reihenfolge, welche Mannschaft die höhere Position erreicht:
1. die Anzahl der erreichten Punkte im direkten Vergleich zwischen den betroffenen Mannschaften
2. die Tordifferenz zwischen den betroffenen Mannschaften im direkten Vergleich
3. die höhere Anzahl der auswärts erzielten Tore
4. die insgesamte Tordifferenz im Wettbewerb
5. die höhere Anzahl der Siege im Wettbewerb
6. die höhere Anzahl an erzielten Toren
7. bei zwei Mannschaften: ein Entscheidungsspiel auf neutralem Boden, mit einer möglichen Verlängerung von insgesamt 30 Minuten und einem Elfmeterschießen.
8. bei drei oder mehr Mannschaften: Alle Mannschaften spielen jeweils auf neutralem Boden einmal gegeneinander. Falls danach zwischen mehreren Mannschaften immer noch Gleichstand herrscht, tritt Punkt 7 wieder in Kraft mit einem oder mehreren Entscheidungsspielen im K.-o.-Modus.

### Ausrichter (FPF/LPFP)
Bis ins Jahr 2000 wurde die Primeira Liga direkt unter dem Dach der Federação Portuguesa de Futebol (FPF) ausgetragen. Seitdem sind die FPF und der als Zusammenschluss der 32 Lizenzvereine der 1. und 2. portugiesischen Liga gegründete Liga Portuguesa de Futebol Profissional (LPFP) gemeinsame Veranstalter.

## Geschichte
Eine landesweite Meisterschaft wurde in Portugal seit 1921 ausgespielt. Der im K.-o.-Modus stattfindende Wettbewerb hieß Campeonato de Portugal (portugiesisch für Meisterschaft von Portugal) und wurde bis 1938 ausgetragen. Der Sieger des Wettbewerbs trug den Titel Campeão de Portugal (portugiesisch für Meister von Portugal). Auf der offiziellen Webseite listet der portugiesische Fußballverband (Federação Portuguesa de Futebol) die Sieger dieses Wettbewerbs als Pokalsieger auf.

### Die Probesaisons (1934–1938)
Dem offiziellen Beginn der ersten Liga 1938/39 waren vier Probe-Spielzeiten vorgeschaltet. Die Gewinner in diesen vier Jahren des Campeonato da Liga (portugiesisch für Meisterschaft der Liga) trugen den Titel Campeão da Liga (portugiesisch für Meister der Liga).
Für die Teilnahme an der Primeira Liga und der Segunda Divisão mussten sich die Vereine über regionale Turniere qualifizieren. Auf- und Abstieg gab es vorerst nicht. Erst zur Saison 1947/48 stieg erstmals eine Mannschaft ab.
Die 8 Gründungsmitglieder des Campeonato da Liga waren:
- Académica Coimbra
- Académico FC
- Belenenses Lissabon
- Benfica Lissabon
- FC Porto
- Sporting Lissabon
- União Lissabon
- Vitória Setúbal

In der ersten Saison wurde der FC Porto der erste Ligameister. Die nächste Saison, an der zum ersten Mal Boavista Porto und Carcavelinhos FC aus Lissabon teilnahmen, konnte Benfica Lissabon gewinnen, vor dem Vorjahres-Meister FC Porto. Auch die nächsten zwei Saisons entschied Benfica für sich, obwohl Sporting Lissabon jeweils mit Manuel Soeiro (24 Tore) und Fernando Peyroteo (34 Tore) den besten Torschützen in den eigenen Reihen hatte.

### Die Anfangsjahre (1938–1947)
Die Primeira Divisão 1938/39 war die erste offizielle Saison und ermittelte jetzt auch offiziell den Portugiesischen Meister. Das Campeonato de Portugal, das zuvor den Meistertitel vergab, wurde eingestellt. Im Gegensatz dazu, wurde die Taça de Portugal (portugiesisch für Pokal von Portugal) gegründet. An der ersten Saison nahmen wieder acht Mannschaften teil, allein vier davon aus der Hauptstadt Lissabon (Benfica, Belenenses, Casa Pia AC und Sporting). Meister wurde trotzdem der FC Porto mit einem Punkt Vorsprung vor Sporting Lissabon. Obwohl in Europa der Zweite Weltkrieg begann, lief der Ligabetrieb ungestört weiter, aufgrund Portugals Neutralität. In der folgenden Saison nahmen zehn Teams teil, wobei Porto den Titel verteidigen konnte. Nach drei Vizemeisterschaften errang Sporting Lissabon in der Saison 1940/41, bei der wieder nur acht Mannschaften teilnahmen, die erste Meisterschaft. In derselben Saison gewann Sporting auch den Pokal zum ersten Mal und schaffte damit das erste Double im portugiesischen Fußball. In den folgenden Saisons nahm die Teilnehmeranzahl immer wieder zu und ab. In der Saison 1945/46 wurde dann Belenenses Lissabon unter Trainer Augusto Silva zum bisher einzigen Mal Meister. Augusto Silva war dabei der erste portugiesische Trainer der die Meisterschaft gewinnen konnte, davor wurden alle Meisterschaften von ungarischen Trainern gewonnen.

### Seit 2005
Bis zur Saison 2005/06 bestand die Profiliga aus 18 Vereinen, weshalb in dieser Saison die vier Letztplatzierten, Belenenses Lissabon, Rio Ave FC, Vitória Guimarães und FC Penafiel, abstiegen und nur zwei Vereine, SC Beira Mar und Desportivo Aves, aufstiegen. Durch die Verkleinerung der Liga kommt es in einer Saison zu weniger Spieltagen, was vor allem den in europäischen Wettbewerben stehenden Mannschaften zugutekommt. Der portugiesische Verband erhofft sich dadurch insgesamt eine sportliche Verbesserung der Liga.
Zur Saison 2014/15 wurde die Liga wieder auf 18 Vereine vergrößert. Anlass dazu war unter anderem, dass Boavista Porto erfolgreich Einspruch gegen den Zwangsabstieg von 2008 eingelegt hatte, und wieder einen Platz in der Primeira Liga zugesprochen bekam. Regulärer Absteiger war der Tabellenletzte SC Olhanense, reguläre Aufsteiger (neben Boavista, das in der in 8 Staffeln aufgeteilten 3. Liga spielte) waren Moreirense FC und FC Penafiel. Der Tabellenvorletzte, FC Pacos de Ferreira, schaffte den Klassenerhalt in Relegationsspielen gegen den Tabellendritten der Segunda Liga, Desportivo Aves.

### In Europa
In den europäischen Wettbewerben spielen die Mannschaften des Landes regelmäßig ganz oben mit, was sich auch in der UEFA-Fünfjahreswertung widerspiegelt: so gewann der FC Porto 1987 und 2004 die UEFA Champions League sowie 2003 und 2011 den UEFA-Cup bzw. die UEFA Europa League. Etwas länger her sind die Siege der zwei Großvereine aus Lissabon: Benfica Lissabon, der portugiesische Rekordmeister, gewann 1961 und 1962 den Europapokal der Landesmeister und Sporting Lissabon 1964 den Europapokal der Pokalsieger.
In der Saison 2010/11 standen zum ersten Mal drei Mannschaften (Benfica Lissabon, FC Porto und Sporting Braga) in dem Europa-League-Halbfinale. Im rein portugiesischen Halbfinale setzte sich Braga gegen Benfica durch. Der FC Porto schaltete im zweiten Halbfinale den FC Villarreal aus. Dadurch wurde Portugal die fünfte Nation, nach Deutschland, England, Italien und Spanien, die zwei Mannschaften in einem europäischen Finale stellen konnte. Im Endspiel setzte sich der FC Porto mit 1:0 gegen Sporting Braga durch.

### Name
Der Name der Liga änderte sich mit der Zeit einige Male. Die Probesaisons liefen unter dem Namen Campeonato de Liga ab. Ab der Saison 1938/39, dem Start der offiziellen Meisterschaft, hieß die Liga Primeira Divisão. Der Name wurde bis zum Jahre 1999 verwendet, ehe die Liga Portuguesa de Futebol Profissional (LPFP) die Organisation übernahm und die Meisterschaft in Primeira Liga umbenannt wurde.
Seit der Saison 2002/03 wird der Name der Meisterschaft vermarktet. Der erste Sponsor der Liga war die Aktiengesellschaft Galp Energia, womit die Meisterschaft offiziell SuperLiga Galp Energia hieß. Zu Beginn der Saison 2005/06 sicherte sich der österreichische Anbieter von Sportwetten und Online-Spielen bwin die Namensrechte für die nächsten drei Saisons. In der Saison 2005/06 hieß der Wettbewerb Liga betandwin.com, während in den zwei folgenden Spielzeiten der Name bwin Liga verwendet wurde. Ab 2008 hieß die Liga Liga Sagres, nachdem sich die portugiesische Biermarke Sagres die Namensrechte gesichert hatte. 2010 wurde der Vertrag mit Sagres verlängert, gleichzeitig aber auch einer mit dem portugiesischen Medienunternehmen ZON Multimédia abgeschlossen, sodass sich der Name zu Liga ZON Sagres erweiterte. Von 2014 bis 2021 hieß die Liga nach dem Ausstieg von Sagres nur noch Liga NOS, da sich ZON in NOS umbenannte. Von 2021 bis 2023 hieß die Spielklasse Liga Portugal Bwin. Zur Saison 2023/24 wechselte er zu Liga Portugal Betclic.

Bis 2002: Primeira Divisão/Liga
2005–2006: Liga betandwin.com
2006–2008: bwin Liga
2008–2010: Liga Sagres
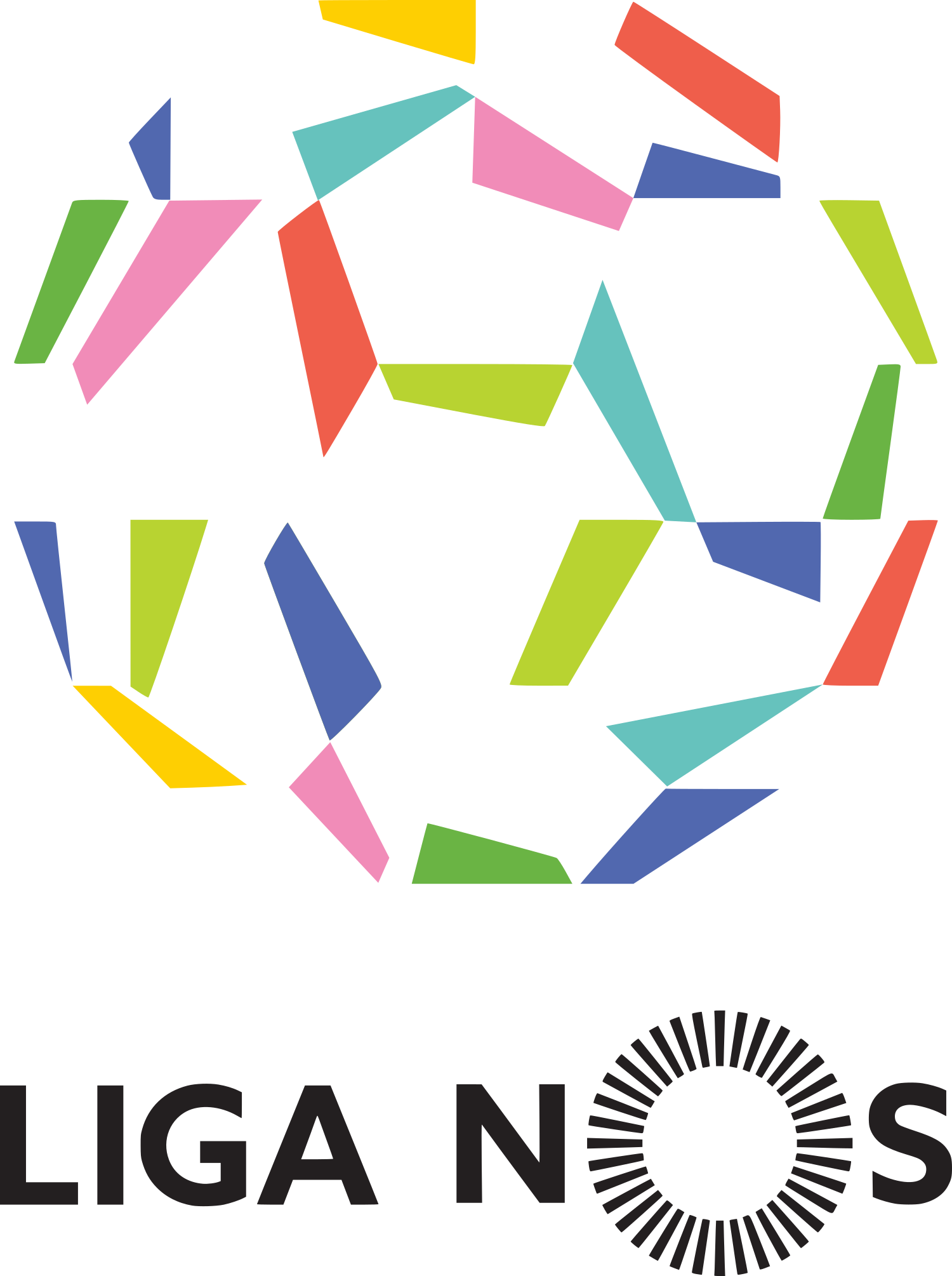
2014–2021: Liga NOS
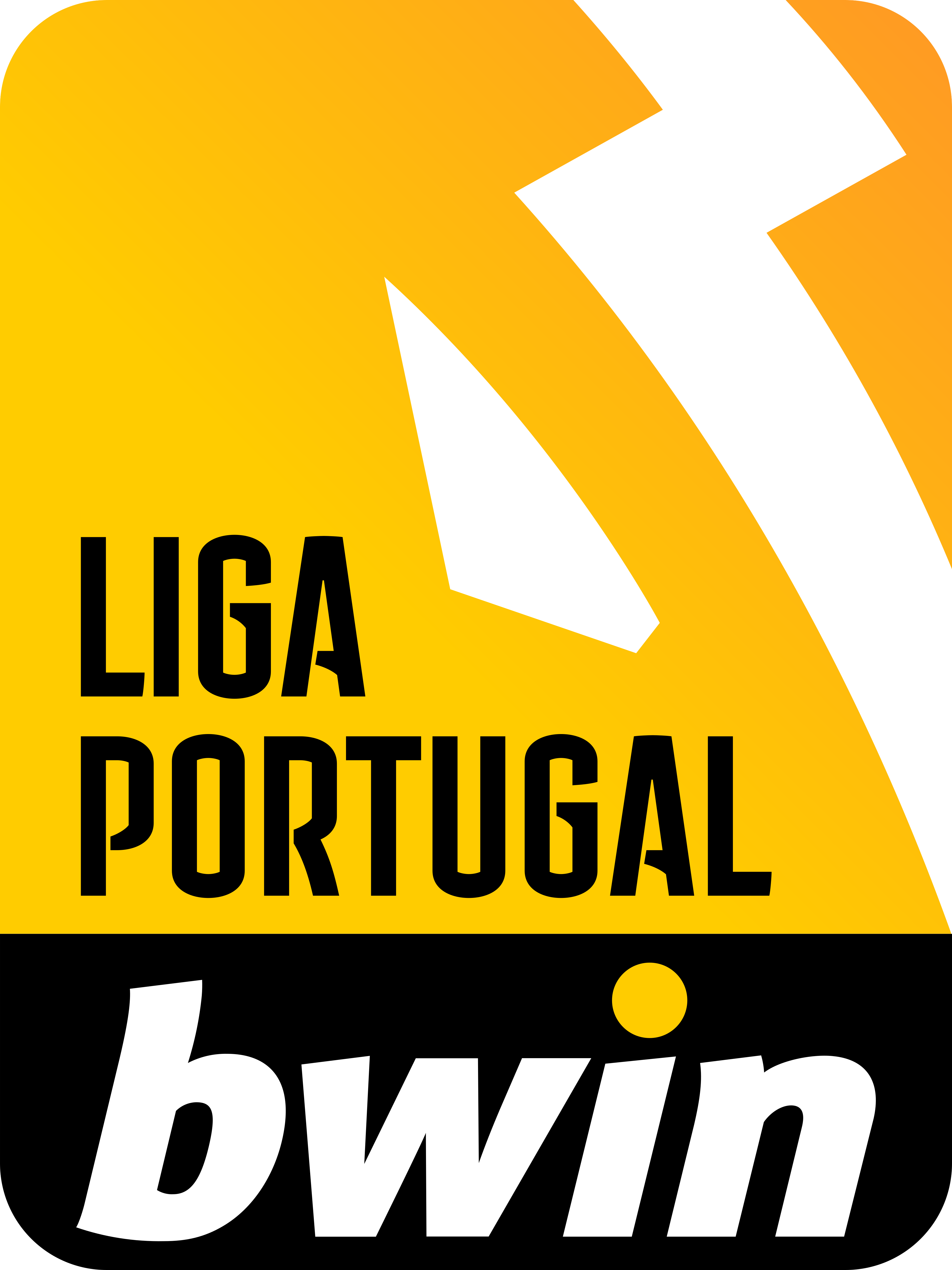
2021–2023: Liga Portugal Bwin

## Meisterschaften nach Vereinen

Der Escudo Português

Der zu Saisonende Erstplatzierte der Primeira Liga ist Portugiesischer Fußballmeister. Dieser darf dann für eine Spielzeit als amtierender Meister den Escudo Português auf dem Trikot tragen. Um einen Meisterstern tragen zu dürfen, muss eine Mannschaft zehn Meisterschaften gewinnen. Bisher trägt nur Benfica Lissabon die Sterne über dem Vereinswappen. Der FC Porto und Sporting Lissabon verzichten bisher darauf.
In den bisher 83 Spielzeiten wurden nur fünf verschiedene Vereine (Benfica Lissabon, FC Porto, Sporting Lissabon, Belenenses Lissabon und Boavista Porto) aus den zwei größten Städten (Lissabon und Porto) in Portugal Meister. Davon haben die Drei Großen (Benfica, FC Porto und Sporting), bis auf zwei Meisterschaften (1945/46 und 2000/01), die Titel unter sich aufgeteilt, was die Zwei-Klassen-Gesellschaft innerhalb der Liga verdeutlicht. Erfolgreichster Verein ist Benfica Lissabon mit 37 gewonnenen Meisterschaften, der auch gleichzeitig die Ewige Tabelle der Primeira Liga anführt.
Benfica Lissabon war auch die erste Mannschaft, die den Titel in der Saison 1935/36 verteidigen konnte, und das erste Team das ein Tri-Campeonato (drei Titel in Folge) erreichte. Insgesamt schaffte Benfica das sechs Mal (1936–1938, 1963–1965, 1967–1969, 1971–1973, 1975–1977, 2014–2016). Auch Sporting gewann ein Tri-Campeonato (1947–1949). Darüber hinaus war Sporting die erste Mannschaft, die das Tetra-Campeonato (vier Meisterschaften in Folge) erreichte (1951–1954). Der FC Porto erreicht Ende des 20. Jahrhunderts als bisher einzige Mannschaft das Penta-Campeonato (fünf Meisterschaften in Folge), nämlich von 1995 bis 1999. In der Saison 2009/10 verpasste der FC Porto die Möglichkeit dies zu wiederholen, weswegen es „nur“ beim Tetra-Campeonato blieb. In der Saison 2016/2017 wurde Benfica das vierte Mal in Folge Meister und schaffte dadurch als letzte der drei großen Vereine den ersten Tetra-Campeonato.
| Rang |  | Verein              | Meisterschaften |
| ---- |  | ------------------- | --------------- |
| 1    |  | Benfica Lissabon    | 38              |
| 2    |  | FC Porto            | 29              |
| 3    |  | Sporting Lissabon   | 21              |
| 4    |  | Boavista Porto      | 1               |
|      |  | Belenenses Lissabon | 1               |

## Ewige Tabelle
In der ewigen Tabelle liegt Rekordmeister Benfica Lissabon knapp vor dem FC Porto und dem Lokalrivalen Sporting Lissabon. Alle drei Vereine sind ununterbrochen seit der ersten Spielzeit dabei und auch die einzigen Mannschaften neben Belenenses Lissabon, die eine deutlich positive Tordifferenz haben. In den letzten Jahren haben auch  Sporting Braga und Vitória Guimarães insgesamt eine positive Tordifferenz erreicht.

## Torschützenkönige
Als Torschützenkönig der Liga wird jedes Jahr der Spieler bezeichnet, der in der Saison die meisten Tore erzielte. Er wird mit der „Bola de Prata“ (deutsch: Silberner Ball) ausgezeichnet.
| Saison  | Spieler           | Klub              | Tore | Runde |
| ------- | ----------------- | ----------------- | ---- | ----- |
| 1934/35 | Soeiro            | Sporting Lissabon | 14   | 14    |
| 1935/36 | Pinga             | FC Porto          | 21   | 14    |
| 1936/37 | Soeiro            | Sporting Lissabon | 24   | 14    |
| 1937/38 | Fernando Peyroteo | Sporting Lissabon | 34   | 14    |

| 1938/39                | Costuras                           | FC Porto                           | 18 | 14       |
| 1939/40                | Fernando Peyroteo Slavkoo Kordnya  | Sporting Lissabon FC Porto         | 29 | 18       |
| 1940/41                | Fernando Peyroteo                  | Sporting Lissabon                  | 29 | 14       |
| 1941/42                | Correia Dias                       | FC Porto                           | 36 | 22       |
| 1942/43                | Júlio Correia da Silva             | Benfica Lissabon                   | 24 | 18       |
| 1943/44                | Francisco Rodrigues                | Vitória Setúbal                    | 28 | 18       |
| 1944/45                | Francisco Rodrigues                | Vitória Setúbal                    | 21 | 18       |
| 1945/46                | Fernando Peyroteo                  | Sporting Lissabon                  | 37 | 22       |
| 1946/47                | Fernando Peyroteo                  | Sporting Lissabon                  | 43 | 26       |
| 1947/48                | António Araújo                     | FC Porto                           | 36 | 26       |
| 1948/49                | Fernando Peyroteo                  | Sporting Lissabon                  | 40 | 26       |
| 1949/50                | Júlio Correia da Silva (?)         | Benfica Lissabon                   | 28 | 26       |
| 1950/51                | Manuel Vasques                     | Sporting Lissabon                  | 29 | 26       |
| 1951/52                | José Águas                         | Benfica Lissabon                   | 28 | 26       |
| 1952/53                | Matateu                            | Belenenses Lissabon                | 29 | 26       |
| 1953/54                | João Baptista Martins              | Sporting Lissabon                  | 31 | 26       |
| 1954/55                | Matateu                            | Belenenses Lissabon                | 32 | 26       |
| 1955/56                | José Águas                         | Benfica Lissabon                   | 28 | 26       |
| 1956/57                | José Águas                         | Benfica Lissabon                   | 30 | 26       |
| 1957/58                | Arsénio Trindade Duarte            | GD da CUF Barreiro                 | 23 | 26       |
| 1958/59                | José Águas                         | Benfica Lissabon                   | 26 | 26       |
| 1959/60                | Edmur Ribeiro                      | Vitória Guimarães                  | 25 | 26       |
| 1960/61                | José Águas                         | Benfica Lissabon                   | 27 | 26       |
| 1961/62                | Veríssimo                          | FC Porto                           | 23 | 26       |
| 1962/63                | José Augusto Torres                | Benfica Lissabon                   | 26 | 26       |
| 1963/64                | Eusébio                            | Benfica Lissabon                   | 28 | 26       |
| 1964/65                | Eusébio                            | Benfica Lissabon                   | 28 | 26       |
| 1965/66                | Eusébio Ernesto Figueiredo         | Benfica Lissabon Sporting Lissabon | 25 | 26       |
| 1966/67                | Eusébio                            | Benfica Lissabon                   | 31 | 26       |
| 1967/68                | Eusébio                            | Benfica Lissabon                   | 42 | 26       |
| 1968/69                | Manuel António                     | Académica de Coimbra               | 19 | 26       |
| 1969/70                | Eusébio                            | Benfica Lissabon                   | 20 | 26       |
| 1970/71                | Artur Jorge                        | Benfica Lissabon                   | 23 | 26       |
| 1971/72                | Artur Jorge                        | Benfica Lissabon                   | 27 | 30       |
| 1972/73                | Eusébio                            | Benfica Lissabon                   | 40 | 30       |
| 1973/74                | Héctor Yazalde                     | Sporting Lissabon                  | 46 | 30       |
| 1974/75                | Héctor Yazalde                     | Sporting Lissabon                  | 30 | 30       |
| 1975/76                | Rui Jordão                         | Benfica Lissabon                   | 30 | 30       |
| 1976/77                | Fernando Gomes                     | FC Porto                           | 26 | 30       |
| 1977/78                | Fernando Gomes                     | FC Porto                           | 25 | 30       |
| 1978/79                | Fernando Gomes                     | FC Porto                           | 27 | 30       |
| 1979/80                | Rui Jordão                         | Sporting Lissabon                  | 31 | 30       |
| 1980/81                | Nené                               | Benfica Lissabon                   | 20 | 30       |
| 1981/82                | Jacques Pereira                    | FC Porto                           | 27 | 30       |
| 1982/83                | Fernando Gomes                     | FC Porto                           | 36 | 30       |
| 1983/84                | Fernando Gomes Nené                | FC Porto Benfica Lissabon          | 21 | 30       |
| 1984/85                | Fernando Gomes                     | FC Porto                           | 39 | 30       |
| 1985/86                | Manuel Fernandes                   | Sporting Lissabon                  | 30 | 30       |
| 1986/87                | Paulinho Cascavel                  | Vitória Guimarães                  | 22 | 30       |
| 1987/88                | Paulinho Cascavel                  | Sporting Lissabon                  | 23 | 38       |
| 1988/89                | Vata                               | Benfica Lissabon                   | 16 | 38       |
| 1989/90                | Mats Magnusson                     | Benfica Lissabon                   | 33 | 34       |
| 1990/91                | Rui Águas                          | Benfica Lissabon                   | 25 | 38       |
| 1991/92                | Ricky                              | Boavista Porto                     | 30 | 34       |
| 1992/93                | Jorge Cadete                       | Sporting Lissabon                  | 18 | 34       |
| 1993/94                | Rashidi Yekini                     | Vitória Setúbal                    | 21 | 34       |
| 1994/95                | Hassan Nader                       | SC Farense                         | 21 | 34       |
| 1995/96                | Domingos Paciência                 | FC Porto                           | 25 | 34       |
| 1996/97                | Mário Jardel                       | FC Porto                           | 30 | 34       |
| 1997/98                | Mário Jardel                       | FC Porto                           | 26 | 34       |
| 1998/99                | Mário Jardel                       | FC Porto                           | 36 | 34       |
| Primeira Liga          |                                    |                                    |    |          |
| 1999/2000              | Mário Jardel                       | FC Porto                           | 37 | 34       |
| 2000/01                | Pena                               | FC Porto                           | 22 | 34       |
| 2001/02                | Mário Jardel                       | Sporting Lissabon                  | 42 | 34       |
| SuperLiga Galp Energia |                                    |                                    |    |          |
| 2002/03                | Fary Faye Simão                    | SC Beira-Mar Benfica Lissabon      | 18 | 34       |
| 2003/04                | Benni McCarthy                     | FC Porto                           | 20 | 34       |
| 2004/05                | Liédson                            | Sporting Lissabon                  | 25 | 34       |
| Liga betandwin.com     |                                    |                                    |    |          |
| 2005/06                | Albert Meyong Zé                   | Belenenses Lissabon                | 17 | 26       |
| 2006/07                | Liédson                            | Sporting Lissabon                  | 14 | 30       |
| 2007/08                | Lisandro López                     | FC Porto                           | 24 | 30       |
| Liga Sagres            |                                    |                                    |    |          |
| 2008/09                | Nenê                               | Nacional Funchal                   | 20 | 28       |
| 2009/10                | Óscar Cardozo                      | Benfica Lissabon                   | 26 | 29       |
| 2010/11                | Hulk                               | FC Porto                           | 23 | 26       |
| 2011/12                | Óscar Cardozo                      | Benfica Lissabon                   | 20 | 29       |
| 2012/13                | Jackson Martínez                   | FC Porto                           | 26 | 30       |
| 2013/14                | Jackson Martínez                   | FC Porto                           | 20 | 30       |
| Liga NOS               |                                    |                                    |    |          |
| 2014/15                | Jackson Martínez                   | FC Porto                           | 21 | 30       |
| 2015/16                | Jonas                              | Benfica Lissabon                   | 32 | 30       |
| 2016/17                | Bas Dost                           | Sporting Lissabon                  | 34 | 31       |
| 2017/18                | Jonas                              | Benfica Lissabon                   | 34 | 30       |
| 2018/19                | Haris Seferović                    | Benfica Lissabon                   | 23 | 29       |
| 2019/20                | Mehdi Taremi Carlos Vinícius Pizzi | Rio Ave FC Benfica Lissabon        | 18 | 30 32 34 |
| 2020/21                | Pedro Gonçalves                    | Sporting Lissabon                  | 23 | 32       |
| Liga Portugal Bwin     |                                    |                                    |    |          |
| 2021/22                | Darwin Núñez                       | Benfica Lissabon                   | 26 | 28       |
| 2022/23                | Mehdi Taremi                       | FC Porto                           | 22 | 33       |
| 2023/24                | Viktor Gyökeres                    | Sporting Lissabon                  | 29 | 33       |
| 2024/25                | Viktor Gyökeres                    | Sporting Lissabon                  | 39 | 33       |

## Zuschauerzahlen
In der Saison 2017/18 betrug die durchschnittliche Zuschauerzahl 11.967. Den höchsten Schnitt wiesen Benfica Lissabon (53.209), Sporting Lissabon (44.098) und der FC Porto (42.632) auf. Beim Zuschauerinteresse existiert eine große Lücke zwischen den ersten Drei der Liga und dem Rest.
| Saison  | Schnitt | Spiele | Gesamt       |
| ------- | ------- | ------ | ------------ |
| 1989/90 | 13.226  | 306    | 4.047.100    |
| 1999/00 | 07.301  | 306    | 2.234.238    |
| 2009/10 | 10.933  | 240    | 2.624.018    |
| 2010/11 | 10.081  | 240    | 2.419.407    |
| 2011/12 | 10.946  | 240    | 2.627.090    |
| 2012/13 | 09.783  | 239    | 2.338.062    |
| 2013/14 | 10.238  | 240    | 2.457.195    |
| 2014/15 | 09.945  | 306    | 3.043.269    |
| 2015/16 | 10.860  | 306    | 3.323.289    |
| 2016/17 | 11.840  | 306    | 3.623.027    |
| 2017/18 | 11.967  | 306    | 3.661.759    |
| 2018/19 | 11.639  | 306    | 3.561.484    |
| 2019/20 | 07.876  | 306    | 02.410.202 1 |
| 2020/21 | 00006   | 306    | 00001.924 2  |
| 2021/22 | 07.663  | 306    | 02.344.975 3 |
| 2022/23 | 11.621  | 306    | 3.555.937    |
| 2023/24 | 12.119  | 306    | 3.708.282    |
| 2024/25 | 12.417  | 306    | 3.799.710    |

## Offizieller Spielball
- 2002–2004: Adidas Fevernova
- 2004–2006: Adidas Roteiro
- 2006–2007: Adidas +Teamgeist
- 2008: Adidas Europass
- 2008–2009: Adidas Europass Portugal
- 2009–2010: Adidas Terrapass Liga Sagres
- 2010–2011: Adidas Jabulani
- 2011: Adidas Speedcell
- 2012: Adidas Tango 12
- 2013: Adidas Cafusa
- 2014: Adidas Brazuca
- 2015: Adidas conext15[3]
- 2016: Beau Jeu
- 2016–2018: Nike Ordem
- 2016–2018: Nike Merlin
- 2019–2020: Select Brillant Super TB
- 2023–2024: Puma Orbit

## UEFA-Fünfjahreswertung
Platzierung in der UEFA-Fünfjahreswertung:
(in Klammern die Vorjahresplatzierung). Die Kürzel CL, EL und CO hinter den Länderkoeffizienten geben die Anzahl der Vertreter in der Saison 2026/27 der Champions League, der Europa League sowie der Conference League an.
- 05.  (05)  Frankreich (Liga, Pokal, Ligapokal) – Koeffizient: 73.093 – CL: 4, EL: 2, CO: 1
- 06.  (06)  Niederlande (Liga, Pokal) – Koeffizient: 67.150 – CL: 3, EL: 2, CO: 1
- 07.  (07)  Portugal (Liga, Pokal) – Koeffizient: 62.266 – CL: 2, EL: 2, CO: 1
- 08.  (08)  Belgien (Liga, Pokal) – Koeffizient: 56.850 – CL: 2, EL: 2, CO: 1
- 09.  (10)  Tschechien (Liga, Pokal) – Koeffizient: 44.100 – CL: 2, EL: 2, CO: 1

Stand: Ende der Europapokalsaison 2024/25

## Qualifikation für europäische Wettbewerbe
Der Meister und der Vizemeister sind für die Gruppenphase der UEFA Champions League qualifiziert. Der 3. der Liga spielt in der 3. Qualifikationsrunde der Champions League. Der Pokalsieger tritt in der Gruppenphase der UEFA Europa League an. Der vierte der Liga spielt in der 3. Qualifikationsrunde der UEFA Europa Conference League, während der 5. dort bereits in der 2. Qualifikationsrunde antreten muss.
Hat sich der Pokalsieger für die Champions League qualifiziert, erhält der 4. den Startplatz in der Europe League, der 5. den Platz in der 3. Qualifikationsrunde der Conference League und der 6. startet dort den Platz in der 2. Qualifikationsrunde.